# زهير العلمي
زهير يوسف محمد العلمي (18 يونيو 1935 في غزة –2022) سياسي فلسطيني، تلقى تعليمه في مدارس الشافعي بغزة، ومن ثم التحق بجامعة القاهرة ليحصل على درجة البكالوريوس في تخصص الهندسة المدنية والتي تخرج منها عام 1957، وحصل على شهادة الماجستير والدكتوراة في الهندسة المدنية من جامعة تكساس في أوستن بين عامي (1957 - 1962)، وخلال دراسته الجامعية شارك في رابطة الطلبة الفلسطينيين (اتحاد طلبة فلسطين) في القاهرة الذي ترأسه ياسر عرفات، وشارك بفعاليات الاتحاد ورافق عرفات وصلاح خلف إلى مؤتمر الطلبة العالمي في براغ عام 1954.

## أعماله
بعد تخرجه انتقل زهير إلى لبنان وعمل أستاذاً بكلية الهندسة في الجامعة الأمريكية في بيروت لمدة 14 عام واستمر في التدريس حتى عام 1976. شارك في المؤتمر الفلسطيني الأول في القدس عام 1964، وساهم في تأسيس حركة التحرير الوطني الفلسطيني (فتح)، وأصبح عضواً في مجلسها الثوري، وكان أيضاً رئيساً للمؤتمر العام الثالث للحركة الذي عقد في دمشق عام 1970، وأنتخب عضواً في اللجنة التنفيذية ورئيساً لمجلس إدارة الصندوق القومي الفلسطيني عام 1970.